# Miszael Szaham
Miszael Szaham (ur. 1912; zm. 1992) – izraelski dowódca wojskowy w stopniu pułkownika (alluf miszne), oficer dyplomowany Sił Obronnych Izraela.

## Młodość
Miszael urodził się w moszawie Ilanijja, położonym wówczas jeszcze w Imperium osmańskim. W wieku 18. lat przeprowadził się do Tel Awiwu, gdzie studiował w Szkole Montefiore. W 1932 roku przeniósł się z rodziną do Rechowot.

## Służba wojskowa
Około 1932 roku wstąpił do żydowskiej organizacji paramilitarnej Hagana, w której otrzymał przydomek „Azaria”. Po przejściu szkolenia wojskowego bardzo szybko zaczął pełnić funkcje dowódcze. Swoje doświadczenie wojskowe zwiększył dzięki pracy w Instytucie Materiałów Wybuchowych (lata 1936–1939). W 1938 roku przeszedł kurs szkolenia oficerów. Następnie dowodził batalionem Hagany w różnych rejonach Mandatu Palestyny. W 1943 roku został dowódcą tajnej szkoły oficerskiej Gadna. W następnym roku powierzono mu dowództwo okręgu Tel Awiw. Był on już wówczas dobrze znanym dowódcą i sama jego obecność wpływała zastraszająco na arabskich mieszkańców.
W dniu 5 marca 1946 roku brytyjscy żołnierze wkroczyli do żydowskiej wioski Birijja i po odnalezieniu ukrytej broni aresztowali wszystkich 24 mieszkańców. Wysiedloną w ten sposób wieś Brytyjczycy ogłosili „zamkniętą strefą wojskową”. Dla dowództwa Hagany stało się jasne, że ten precedens może stać się punktem wyjścia do likwidacji wszystkich żydowskich osiedli w Palestynie. Szaham był jednym z organizatorów masowego wystąpienia około 2300 młodych Żydów, którzy w nocy 14 marca weszli na wzgórze wioski Birijja i rozbiwszy swoje namioty założyli osadę Birijja II. Następnego dnia Brytyjczycy wspierani przez czołgi i samochody opancerzone usunęli wszystkich z rejonu wzgórza, ale w nocy 15 marca oni powrócili i założyli osadę Birija III. Władze brytyjskie wyraziły wówczas zgodę na pozostawienie osady, w której miało mieszkać 20 Żydów.
W listopadzie 1947 roku Szaham został mianowany członkiem Sztabu Generalnego Hagany, jako osoba odpowiedzialna za transport. Do jego zadań podczas wojny domowej w Mandacie Palestyny w 1948 roku należała organizacja i planowanie konwojów do Jerozolimy. Na początku 1948 roku został zastępcą dowódcy obrony Jerozolimy. Powierzono mu trudne zadanie powstrzymania ucieczki Żydów z okolic objętych walkami i utrzymanie drogi zaopatrzenia do Dzielnicy Żydowskiej na Starym Mieście Jerozolimy. W nocy z 5 na 6 stycznia 1948 roku na jego polecenie przeprowadzono zamach na hotel Semiramis, w którym zgodnie z danymi wywiadowczymi mieli przebywać dowódcy arabskich milicji. W zamachu zginęło 26 osób, a 60 było rannych. Atak ten został przeprowadzony bez konsultacji z wyższym dowództwem, za co Szaham został upomniany. Poprosił on wówczas o zwolnienie go z obowiązków i przeniesienie z powrotem do organizacji konwojów do Jerozolimy. W kwietniu 1948 Szaham dowodził logistyką organizacji konwojów podczas operacji Nachshon. Na początku I wojny izraelsko-arabskiej w maju 1948 roku Szaham pełnił obowiązki dowódcy linii obronnych utrzymywanych na północy kraju przez Brygadę Golani. Był bezpośrednio zaangażowany w bitwy o moszaw Ilanijja.
W lutym 1949 roku zorganizował, a następnie został pierwszym dowódcą Brygady Jerozolimskiej (1949-1953). Gdy na początku lat 50. XX wieku pojawił się poważny problem licznych ataków terrorystycznych, Szaham zaproponował dowództwu utworzenie wojskowej jednostki odwetowej. Jego propozycja została przyjęta. Szelomo Ba’um i Ariel Szaron utworzyli wówczas Jednostkę 101. Szaham przez pewien czas dowodził jednym z oddziałów tej jednostki sił specjalnych. Po Kryzysie sueskim odszedł z armii.

## Działalność cywilna
Po odejściu z wojska pełnił funkcje na wysokich stanowiskach kierowniczych. Między innymi był szefem terminalu naftowego w Porcie Ejlat oraz dyrektorem ropociągu Ejlat-Aszkelon.
Zmarł w 1992 roku w wieku 80 lat.